# Departamento Libertador General San Martín (Chaco)
Libertador General San Martín es un departamento ubicado en la provincia del Chaco, Argentina.

## Superficie y límites
El departamento tiene 7.800 km²,su superficie es comparable con la República de Adiguesia en Rusia sus límites son los siguientes: al norte con la provincia de Formosa, al este y sudeste con el departamento Bermejo, al sur con los departamentos de Primero de Mayo, Sargento Cabral, 25 de Mayo y Quitilipi y al oeste con los departamentos de Maipú y General Güemes.

## Población
Según los resultados provisionales del Censo 2010, en el departamento viven 59.418 personas.